# العلاقات السعودية المدغشقرية
العلاقات السعودية المدغشقرية هي العلاقات الثنائية التي تجمع بين السعودية ومدغشقر.

## مقارنة بين البلدين
هذه مقارنة عامة ومرجعية للدولتين:
| وجه المقارنة                                              | السعودية        | مدغشقر                      |
| --------------------------------------------------------- | --------------- | --------------------------- |
| المساحة (كم2)                                             | 2.25 مليون      | 587.04 ألف                  |
| عدد السكان (نسمة)                                         | 33.00 مليون     | 25.57 مليون                 |
| الكثافة السكانية (ن./كم²)                                 | 14.67           | 43.56                       |
| العاصمة                                                   | الرياض، الدرعية | أنتاناناريفو                |
| اللغة الرسمية                                             | اللغة العربية   | اللغة الملغاشية، لغة فرنسية |
| العملة                                                    | ريال سعودي      | أرياري مدغشقري              |
| الناتج المحلي الإجمالي (بليون دولار)                      | 683.83 مليار    | 11.50 مليار                 |
| الناتج المحلي الإجمالي (تعادل القوة الشرائية) بليون دولار | 1.69 تريليون    | 35.51 مليار                 |
| الناتج المحلي الإجمالي الاسمي للفرد دولار أمريكي          | 20.48 ألف       | 401                         |
| الناتج المحلي الإجمالي للفرد دولار أمريكي                 | 52.01 ألف       | 1.44 ألف                    |
| مؤشر التنمية البشرية                                      | 0.837           | 0.510                       |
| رمز المكالمات الدولي                                      | +966            | +261                        |
| رمز الإنترنت                                              | .sa             | .mg                         |
| المنطقة الزمنية                                           | ت ع م+03:00     | ت ع م+03:00                 |

## منظمات دولية مشتركة
يشترك البلدان في عضوية مجموعة من المنظمات الدولية، منها:
| علم المنظمة | اسم المنظمة                               | تاريخ انضمام السعودية | تاريخ انضمام مدغشقر |
| ----------- | ----------------------------------------- | --------------------- | ------------------- |
|             | يونسكو                                    | 4 نوفمبر 1946         | 10 نوفمبر 1960      |
|             | البنك الدولي للإنشاء والتعمير             | 26 أغسطس 1957         | 25 سبتمبر 1963      |
|             | منظمة حظر الأسلحة الكيميائية              | ?                     | ?                   |
|             | الأمم المتحدة                             | 24 أكتوبر 1945        | 20 سبتمبر 1960      |
|             | مؤسسة التمويل الدولية                     | 18 سبتمبر 1962        | 27 سبتمبر 1963      |
|             | المركز الدولي لتسوية المنازعات الاستشارية | 7 يونيو 1980          | 14 أكتوبر 1966      |
|             | وكالة ضمان الاستثمار متعدد الأطراف        | 12 أبريل 1988         | 8 يونيو 1988        |
|             | الاتحاد البريدي العالمي                   | ?                     | ?                   |
|             | مؤسسة التنمية الدولية                     | 30 ديسمبر 1960        | 25 سبتمبر 1963      |
|             | منظمة الشرطة الجنائية الدولية             | 13 يونيو 1956         | ?                   |
|             | منظمة التجارة العالمية                    | 11 نوفمبر 2005        | ?                   |
|             | البنك الإفريقي للتنمية                    | 4 أغسطس 1963          | ?                   |
|             | الاتحاد الدولي للاتصالات                  | 7 فبراير 1949         | 11 مايو 1961        |

## وصلات خارجية
- موقع وزارة الخارجية السعودية